# Nyanza-Lac
Nyanza-Lac est une commune de la province de Makamba, située sur les rives du lac Tanganyika, au sud du Burundi.
La commune Nyanza-lac est visitée grâce aux sites touristiques qu'elle possède. La commune Nyanza-lac située sur la latitude 839 metre[Quoi ?]. La commune est située à la proximité de la banlieue Commune of Bukeye (en) et du hameau Bangwe.
La commune compte 113 000 habitants.
Les communes voisines de Nyanza-Lac sont au nombres de trois : Commune of Vugizo (en) et Commune of Mabanda (en) (de la même province de Makamba) et Rumonge (de la province de Rumonge)[réf. souhaitée].